# Рузвельт, Джеймс
Джеймс Рузвельт (англ. James Roosevelt I, 16 июля 1828, Хайд-Парк, Нью-Йорк, США — 7 декабря 1900, Нью-Йорк, США) — американский бизнесмен, отец президента Франклина Делано Рузвельта.

## Биография
Родился в имении Хайд-Парк в Нью-Йорке в семье Исаака Рузвельта (1790—1863) и Мэри Ребекки Эспинуолл (1809—1886). Его отец Исаак Рузвельт был потомком Николаса Рузвельта (1658—1742), который также был предком Теодора Рузвельта. Мать Джеймса, Мэри Эспинуолл, была потомком Ребекки Стаутон, сестры Уильяма Стаутона, судьи на процессе над салемскими ведьмами.

Большая часть его жизни прошла в доме семьи в Гайд-парке, на реке Гудзон, на полпути между Нью-Йорком и Олбани. Он был известен в местном кругу как спокойный джентльмен, озабоченный главным образом поддержанием уютного и теплого домашнего очага.— 
В 1847 году Джеймс Рузвельт окончил Юнион-колледж. В 1853 году он женился на Ребекке Хоуланд (1831—1876). Через год у них родился сын Джеймс Рузвельт-младший. Хоуланд умерла в 1876 году, оставив Джеймса вдовцом.
Вскоре после Гражданской войны Рузвельт создает монополию по добыче битуминозного угля "Консолидейтед коул компани" и в 1868 году становится её президентом. Кризис 1873 года подорвал дела компании, и в 1875 году Джеймса вывели из правления. В 1872 году Рузвельт стал президентом компании железных дорог юга. Но и эта компания вскоре обанкротилась. В 1887 году возникает Компания морского канала Никарагуа, которая получила концессию правительства Никарагуа на постройку так называемого Никарагуанского канала, который должен был быть конкурентом Панамского канала. В 1889 году Джеймс становится президентом этой компании. Располагая капиталом в 6 миллионов долларов, компания приступила к работам по постройке канала, но в результате кризиса 1893 года компания разорилась.
Через несколько лет на празднике в честь выпуска из Гарварда его родственника Теодора Рузвельта он встретил Сару Делано. 7 октября 1880 года они поженились, и в январе 1882 года родился Франклин Рузвельт.